# Митний союз Європейського Союзу
Ми́тний сою́з Європе́йського Сою́зу (European Union Customs Union) — митний союз країн Європейського Союзу та кількох інших країн, важливий складник спільного ринку. Його створення стало першочерговим завданням після підписання Римського договору і завершилось 1968 року. Найголовнішими були такі заходи:
- скасування всіх митних зборів та обмежень між країнами-членами;
- запровадження єдиного зовнішнього тарифу щодо товарів третіх країн, однакового для всієї Європейської Спільноти (прибуток від його стягнення став одним із джерел формування власних ресурсів Спільноти);
- спільна торговельна політика як зовнішній аспект митного союзу (на міжнародному рівні Спільнота виражає спільну позицію всіх держав-членів).

Спільні процедури та правила були зібрані докупи в єдиному адміністративному документі (Single Administrative Document), який замінив усі попередні нормативні акти. Відколи 1993 року офіційно почав діяти спільний ринок, усі традиційні перевірки на внутрішніх кордонах були скасовані разом з митними формальностями. Отже, митні служби країн-членів втратили функції стягування акцизного збору, ПДВ та накопичення статистичної інформації.
Завдання на майбутнє передбачають тіснішу співпрацю між національними адміністраціями та боротьбу з шахрайством через послідовне виконання програм «Митниця 2002» та «Митниця 2007», а також інтеграції митних служб нових країн-членів.

## Країни— члени союзу
Членами Митного союзу ЄС є всі країни, що є членами ЄС, а також кандидат в члени ЄС Туреччина та мікродержави, що межують з ЄС — Андорра, Монако і Сан-Марино.